# Elliot Silverstein
Elliot Silverstein   (Boston, 3 d'agost de 1927 - Los Angeles, 24 de novembre de 2023) fou un director de cinema estatunidenc, conegut per dirigir la pel·lícula Cat Ballou (1965).

## Carrera
Elliot Silverstein va dirigir Cat Ballou el 1965, un western còmic protagonitzat per Jane Fonda. Altres pel·lícules, en ordre cronològic, són L'esdeveniment, Un home anomenat Cavall, Honeymooon, L'assassí invisible, i Flashfire.
També va escriure per als espectacles televisius The Twilight Zone, The Nurses, Picket Fences, i Tales from the Crypt.
Tot i que Silverstein no va ser un director prolífic, les seves pel·lícules sovint van ser premiades. Cat Ballou, per exemple, va guanyar un Oscar i va ser nominada per quatre més. La seva feina de qualitat va ser premiada el 1990 amb un Premi Lifetime pel Gremi de Directors d'Amèrica.

## Premis
El 1965, al 15è Festival de cinema de Berlín, va guanyar el Premi de la Joventut - Menció Honorable, en la categoria de millor pel·lícula per joves, per Cat Ballou. També va ser nominat per a l'Os d'Or.
El 1966, va ser nominat per al Premi DGA en la categoria de Direcció Excepcional (Cat Ballou).
El 1971, va guanyar el premi Bronze Wrangler en els Premis Western Heritage per Un home anomenat Cavall, juntament amb el productor Sandy Howard, l'escriptor Jack DeWitt, i els actors Judith Anderson, Jean Gascon, Corinna Tsopei i Richard Harris.
El 1985, va guanyar el Premi Robert B. Aldrich del Gremi de Directors d'Amèrica.
El 1990, li van atorgar el premi Honorari DGA per la seva carrera.

## Vida personal
Silverstein es va casar tres vegades, acabades en divorci. El primer matrimoni va ser amb Evelyn Ward, i el segon amb Alana King. En el curs del seu primer matrimoni esdevingué el padrastre de David Cassidy.
Actualment, viu a Study City, Califòrnia. Activament retirat, Silverstein ha ensenyat cinema a la USC, Califòrnia, i continua treballant en jocs de pantalla i altres projectes.

## Filmografia
Filmografia:
- Tales from the Crypt (sèrie TV) (1991-94)
- Flashfire (1994)
- Picket Fences (sèrie TV) (1993))
- Rich Men, Single Women (telefilm) (1990)
- Fight for Life (telefilm) (1987)
- Night of Courage (telefilm) (1987)
- Betrayed by Innocence (telefilm) (1986)
- L'assassí invisible (The Car) (1977)
- Nightmare Honeymoon (1974)
- Un home anomenat Cavall (A Man Called Horse) (1970)
- L'esdeveniment (The Happening) (1967)
- Cat Ballou (1965)
- Kraft Suspense Theatre (sèrie TV) (1963-64))
- The Defenders (sèrie TV) (1962-64)
- Arrest and Trial (sèrie TV) (1964)
- The Doctors and the Nurses (sèrie TV) (1962-64)
- Twilight Zone (sèrie TV) (1961-64)
- Breaking Point (sèrie TV) (1963)
- Dr. Kildare (sèrie TV) (1961-63)
- The Dick Powell Theatre (sèrie TV) (1962)
- Belle Sommers (telefilm) (1962)
- Naked City (sèrie TV) (1961-62)
- Have Gun - Will Travel (sèrie TV) (1961)
- Route 66 (sèrie TV) (1960-61)
- Checkmate (sèrie TV) (1961)
- The Westerner (sèrie TV) (1960)
- Assignment: Underwater (sèrie TV) (1960)
- Black Saddle (sèrie TV) (1960)
- Suspicion (sèrie TV) (1958)
- Omnibus (sèrie TV) (1954-56)

## Premis i nominacions
Nominacions
- 1965: Os d'Or per Cat Ballou